# Jawbreaker (band)
Jawbreaker is een Amerikaanse punkband die actief was van 1986 tot 1996 en later in 2017 weer werd opgericht. De band wordt beschouwd als een van de meest invloedrijke bands van de emocore-beweging uit de jaren 90. De band werd in 1986 opgericht door zanger en gitarist Blake Schwarzenbach, bassist Chris Bauermeister en drummer Adam Pfahler. Het debuutalbum, getiteld Unfun, werd uitgegeven in 1990 door Shredder Records.

## Geschiedenis

### Formatie enUnfun(1986-1990)
Al vóór de oprichting van Jawbreaker waren Blake Schwarzenbach en Adam Pfahler al sinds hun jeugd in Santa Monica vrienden. In 1986 verhuisden ze naar New York om aan de New York-universiteit te studeren. Hier besloten ze om een band op te richten. Ze gingen op zoek naar een bassist en reageerden op een flyer die Chris Bauermeister op de campus had geplaatst. Het trio begon samen te oefenen in Giant Studios op Sixth Avenue, met Schwarzenbach op gitaar en Pfahler op drums. Ze oefenden met verschillende zangers en namen verschillende bandnamen aan tijdens deze periode. Uiteindelijk kozen ze voor de naam Rise.
In de herfst van 1987 namen Schwarzenbach, Pfahler en Bauermeister vrijaf van de universiteit en verhuisden naar Los Angeles om hun muzikale project te verwezenlijken, waarbij Bauermeisters jeugdvriend Jon Liu als zanger bij de band kwam. Liu speelde maar kort bij de band en vertrok weer snel.
"Shield Your Eyes" was het eerste Jawbreaker-nummer dat werd uitgebracht op het compilatiealbum The World's in Shreds Volume Two van het onafhankelijke platenlabel Shredder Records. Dit werd gevolgd door een single voor het nummer "Busy" en de ep Whack & Blite in 1989. In totaal schreef Jawbreaker bijna 20 nummers in 1988 en 1989, waarvan er velen de komende twee jaar verschenen op compilaties en splitalbums. De band speelde de eerste show op 16 maart 1989 in Club 88 in Los Angeles en nam het debuutalbum, getiteld Unfun, op in twee dagen tijd in Venice Beach in januari 1990. Het album werd uitgebracht via Shredder Records.
In de zomer van 1990 begon Jawbreaker aan de "Fuck 90"-tour met de punkband Econochrist, wat een zware opgave bleek te zijn die de band kortstondig (ongeveer twee maanden) uit elkaar haalde. Aan het einde van de tournee waren de spanningen tussen de leden zover opgelopen dat ze de breuk van de band aankondigden. Schwarzenbach en Bauermeister keerden terug naar de universiteit van New York om hun diploma te halen en spraken zelden met elkaar.

### Verhuizing enBivouac(1991-1992)
Pfahler had al snel spijt van de breuk en Schwarzenbach en Bauermeister verzoenden zich uiteindelijk in New York. Het trio besloot om door te gaan met Jawbreaker en te verhuizen naar San Francisco. In 1991 verhuisden ze naar een appartementencomplex in het Mission District. Ze namen hun tweede album, getiteld Bivouac, op met opnametechnicus Billy Anderson, waarna het in 1992 werd uitgebracht via de lokale platenlabels Tupelo Recording Company en The Communion Label.
Tegen de tijd dat Bivouac werd uitgegeven had Schwarzenbach een poliep in zijn keel gekregen, waardoor hij zijn stem voor een tijdelijke periode had verloren. Terwijl de band door de Verenigde Staten reed om vanuit New York naar Europa te vliegen om daar een tournee te spelen, begon hij ernstige problemen met zijn zang te krijgen. Hoewel de toestand hem veel pijn bezorgde tijdens het zingen, zijn stem bedreigde, en mogelijk dodelijk was als de poliep barstte of in zijn keel bleef hangen, besloot de band toch om de Europese tournee te doen. Tegen de tijd dat de band Ierland bereikte, verslechterde de conditie van Schwarzenbach en werd de tour in de wacht gezet terwijl hij werd geopereerd om de poliep te verwijderen. De tour hervatte een week later.

### 24 Hour Revenge Therapyen DGC Records (1993-1994)
Na de terugkeer van Jawbreaker in San Francisco raakten Pfahler en Schwarzenbach dakloos en sliepen ze voor een korte periode in de reisbus van de band. Ze vonden al snel nieuwe woningen: Schwarzenbach verhuisde naar het nabijgelegen Oakland, waar hij begon met het schrijven van teksten voor het derde studioalbum van de band, getiteld 24 Hour Revenge Therapy. Jawbreaker reisde in mei 1993 naar Chicago en nam het grootste deel van het album op met muziekproducer Steve Albini. Ze namen drie extra nummers op met Billy Anderson in San Francisco in augustus en het album werd begin 1994 uitgebracht via Tupelo Recording Company en The Communion Label.
In oktober 1993, voorafgaand aan de uitgave van 24 Hour Revenge Therapy, werd Jawbreaker gevraagd om op zes data van hun In Utero-tour voor Nirvana te openen. Fans waren er erg op tegen en op hun hoede dat het zou resulteren in het feit dat Jawbreaker - een geliefde onafhankelijke punkband - een contract zou gaan tekenen bij het grote platenlabel DGC Records, waar Nirvana ook bij speelde.
Na de uitgave van 24 Hour Revenge Therapy in februari 1994 ontving Jawbreaker contractaanbiedingen van grote platenmaatschappijen. Hoewel ze al besloten hadden uit elkaar te gaan na de tours voor het nieuwe album vanwege hun vermoeidheid en frustratie, besloot de band om de aanbiedingen te overwegen, deels vanwege de grote labelsuccessen van hun gelijken zoals Green Day en Jawbox. Ze bezochten in de loop van het jaar een aantal platenlabels, waarna hun opties werden beperkt tot Warner Bros. Records, Capitol Records en DGC. Ze tekenden bij DGC een deal van een miljoen dollar, deels vanwege de relatie die ze hadden ontwikkeld met A&R-vertegenwoordiger Mark Kates die ze hadden ontmoet tijdens de Nirvana-tournee. Fans en sleutelfiguren in de punkscene reageerden negatief op deze ontwikkeling.

### Dear Youen het einde van Jawbreaker (1995-1996)

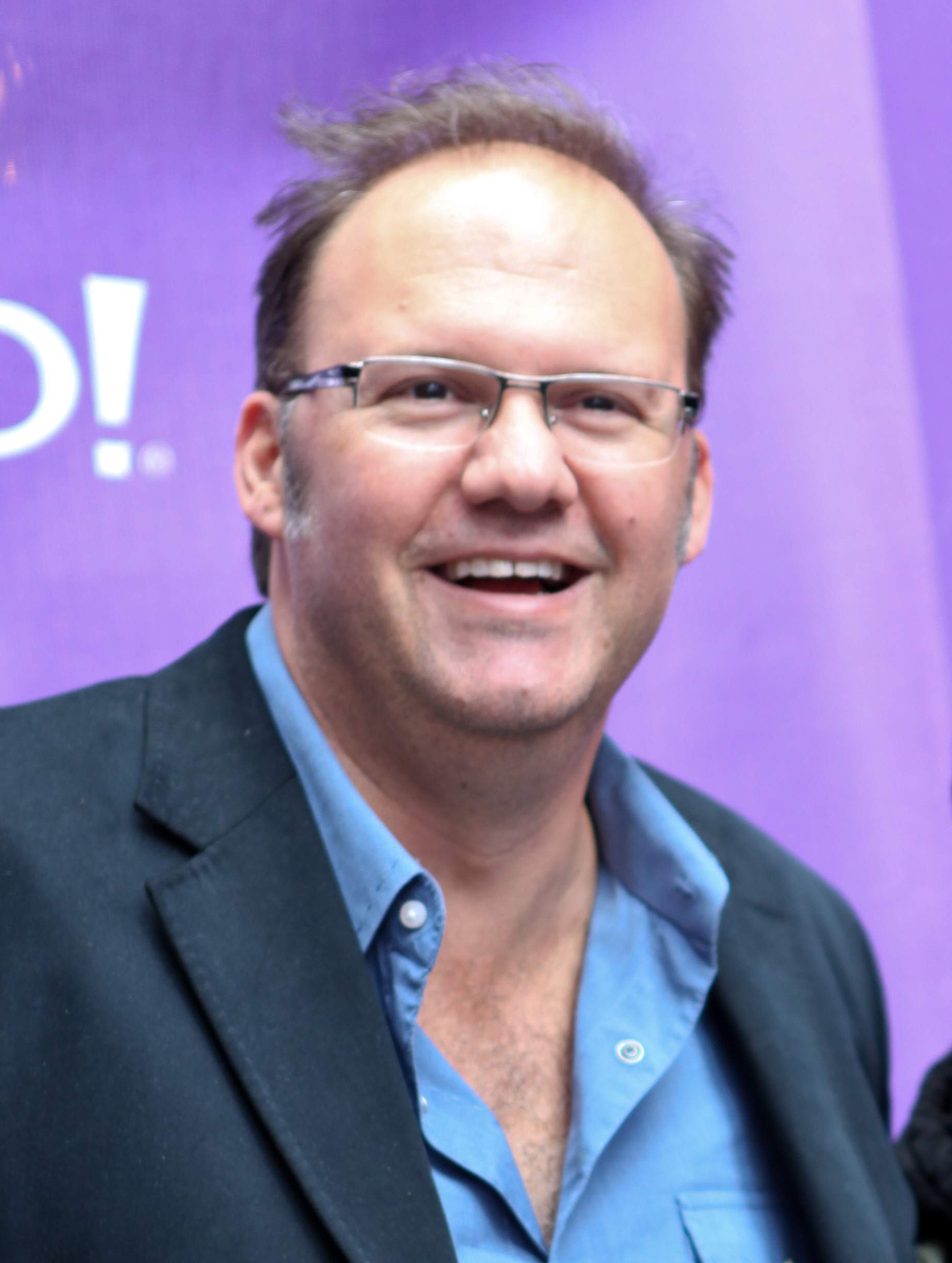
Muziekproducer Rob Cavallo gaf Dear You een uitermate gepolijst geluid.

Jawbreaker begon met het opnemen van hun eerste album dat zou worden uitgegeven via een grote platenmaatschappij, getiteld Dear You, in februari 1995 in Fantasy Studios in Berkeley, Californië met producent Rob Cavallo, die het succesvolle Dookie van Green Day het jaar daarvoor had geproduceerd. De opnamesessies duurden twee maanden en resulteerden in spanningen binnen de band, met name tussen Bauermeister en Schwarzenbach. Na de eerste week, bedoeld voor het opnemen van de drums en basgitaar, waren Bauermeister en Pfahler grotendeels afwezig tijdens de rest van de sessies, terwijl Schwarzenbach met Cavallo aan het album bleef werken. Met een groot opnamebudget hebben Schwarzenbach en Cavallo veel tijd besteed aan het oppoetsen van de productiewaarde van het album, waardoor de zang en gitaar heel helder zijn, wat een contrast vormt met het eerdere materiaal van Jawbreaker.
In de maanden voorafgaand aan de uitgave van het album plaatsten een aantal muziekmedia publicaties met Jawbreaker als de volgende sterren van de punkscene in de Bay Area. Toen Dear You in september 1995 werd uitgebracht, verdeelde de gepolijste productie en heldere zangpartijen de fans van de band echter sterk. Ondanks een videoclip ter ondersteuning van de single "Fireman" waren de verkoopcijfers van Dear You slecht.
Terwijl de band toerde ter ondersteuning van het album, was de reactie van het publiek op het nieuwe materiaal lauw of ronduit negatief. "Ik heb zoiets nog nooit eerder - of later -  gezien", zei Kates later. "Er was een moment waarop ze in de Roxy speelden en er mensen op de grond zaten, met hun rug naar het podium gekeerd, toen ze liedjes speelden van Dear You." Jawbreaker bleef touren in 1996, onder andere als openingsact voor de Foo Fighters gedurende die lente, maar de ontvangst van het publiek verbeterde niet.
De verhoudingen tussen de bandleden bleven verzuren, vooral tussen Bauermeister en Schwarzenbach, die op reis gingen in aparte busjes. In Salem, Oregon bereikten de spanningen een hoogtepunt, dat uitliep op een vuistgevecht tussen de twee leden, die uit het busje op het trottoir vielen. Bij hun terugkeer in San Francisco organiseerde de band een vergadering en besloten ze uit elkaar te gaan, hoewel Pfahler tegen het idee was.

### Reformatie (2017-heden)
Op 19 april 2017 werd aangekondigd dat Jawbreaker zou herenigen als de headliner van de laatste nacht van het muziekfestival Riot Fest in september 2017. Hoewel het optreden van Riot Fest aanvankelijk werd aangekondigd als een eenmalige reünieshow, trad Jawbreaker voor het eerst samen op in 21 jaar bij de Ivy Room in Albany op 3 augustus 2017, als openingsact voor de punkband Monsula. Dit was een privé-optreden en werd hoofdzakelijk bijgewoond door vrienden van de band. Ze speelden hun tweede reünieshow in The Rickshaw Stop in San Francisco op 12 augustus 2017. Op 28 november 2017 trad Jawbreaker op voor de eerste keer na hun optreden op Riot Fest, tijdens de Olympia Film Society als benefietconcert voor de Thurston County Food Bank.
Op 9 januari 2018 vervolgde de band hun reünie door zeven shows aan te kondigen voor het eerste kwartaal van 2018, waaronder twee data in San Francisco, drie shows in de Brooklyn Steel - hun eerste New York-shows in 25 jaar tijd - en twee shows in het Californische Hollywood Palladium - hun eerste shows in Los Angeles in 22 jaar tijd. Alle zeven data waren vrijwel meteen uitverkocht. In maart 2018 liet Schwarzenbach weten dat de band speelde met het idee om weer nieuw materiaal te schrijven en op te nemen.

## Leden
- Blake Schwarzenbach - gitaar, zang
- Chris Bauermeister - basgitaar, zang
- Adam Pfahler - drums

## Discografie
| Jaar | Titel                   | Label(s)          | Formaat    |
| ---- | ----------------------- | ----------------- | ---------- |
| 1990 | Unfun                   | Shredder          | cd, cs, lp |
| 1992 | Bivouac                 | Tupelo, Communion | cd, cs, lp |
| 1994 | 24 Hour Revenge Therapy | Tupelo, Communion | cd, cs, lp |
| 1995 | Dear You                | DCG               | cd, cs, lp |

| Jaar | Titel             | Label(s)          | Type          | Formaat   |
| ---- | ----------------- | ----------------- | ------------- | --------- |
| 1989 | Whack & Blite     | Blackball         | ep            | 7-inch    |
| 1992 | Chesterfield King | Tupelo, Communion | ep            | 12-inch   |
| 1999 | Live 4/30/96      | Blackball         | livealbum     | cd, lp    |
| 2002 | Etc.              | Blackball         | verzamelalbum | cd, 2x lp |